# Laemophloeus nigricollis
Laemophloeus nigricollis là một loài bọ cánh cứng trong họ Laemophloeidae. Loài này được Lucas miêu tả khoa học năm 1849.